# Barra d'Alcântara
Barra d'Alcântara là một đô thị thuộc bang Piauí, Brasil. Đô thị này có diện tích 351,028 km², dân số năm 2007 là 3770 người, mật độ 10,74 người/km².